# Floor Eimers
Floor Eimers (Nijmegen, 17 augustus 1993) is een Nederlands danseres. Eimers komt uit Velp. Haar dansopleiding (HBO) heeft ze gedaan aan het Koninklijk Conservatorium te Den Haag en ze studeerde daar af in juli 2012. Ze werkt als danseres bij Het Nationale Ballet in Amsterdam als Solist.
Eimers won de Nederlandse tv-competitie De avond van de jonge danser en werd daarmee tot "Beste jonge Nederlandse danser 2011" uitgeroepen. Zij nam deel aan de Eurovision Young Dancers 2011. Zij werd daar zesde met haar eigen choreografie Dutch Breeze. In 2012 bereikte zij de halve finale van de prestigieuze Prix de Lausanne.
Zij begon als aspirant in augustus 2012 bij Het Nationale Ballet, promoveerde naar élève in augustus 2013, corps de ballet in augustus 2014, coryphée in augustus 2016, grand sujet in augustus 2017, en solist in augustus 2019.
Vanaf 2021 is zij bestuurslid van Stichting Dansersfonds ’79. Ze is ook een van de oprichters en bestuurslid van het Dans Talenten Fonds. Dit fonds stelt beurzen beschikbaar om een studie aan de Nationale Balletacademie te volgen.

## Onderscheidingen
Eimers ontving de volgende prijzen:
- 2011: Dansersfonds '79: studiebeurs
- 2011: De avond van de jonge danser, winnaar
- 2012: Burgemeester de Bruinprijs
- 2015: Aanmoedigingsprijs Dansersfonds '79 door Alexandra Radius en Han Ebbelaar
- 2021: Alexandra Radiusprijs